# Vụ án Tukhachevsky
Vụ án Tukhachevsky (tiếng Nga: Де́ло Тухаче́вского), còn được gọi là vụ "tổ chức quân sự Trotsky chống Xô Viết", là một trong những trang bi thảm nhất trong lịch sử đàn áp dưới thời Stalin. Năm 1937, một nhóm các tướng lĩnh cấp cao Liên Xô, bao gồm cả Nguyên soái Mikhail Tukhachevsky, đã bị buộc tội âm mưu tổ chức một cuộc đảo chính nhằm lật đổ chính quyền Xô Viết. Tại một phiên tòa bí mật của Tòa án Tối cao Liên Xô diễn ra vào ngày 11 tháng 6 năm 1937, tất cả các bị cáo đều bị tuyên có tội và bị xử bắn ngay lập tức.
Vụ án này đã mở đầu cho cuộc đàn áp hàng loạt trong Hồng quân Công Nông (RKKA), dẫn đến những tổn thất lớn trong hàng ngũ chỉ huy cao cấp và làm suy yếu khả năng chiến đấu quân đội ngay trước thềm Chiến tranh Thế giới thứ hai. Các nhà nghiên cứu từ nhiều quốc gia và trong nhiều giai đoạn khác nhau đã xem xét vụ án này như là một vụ án được dàn dựng. Nhiều nhà sử học tin rằng vụ án là một phần cuộc thanh trừng chính trị nhằm loại bỏ các đối thủ tiềm năng của Iosif Vissarionovich Stalin.
Năm 1957, sau khi Stalin qua đời và chính sách phi Stalin hóa bắt đầu, tất cả các bị cáo trong vụ án này đã được phục hồi danh dự sau khi xác định rằng không có bằng chứng phạm tội, điều này đã xác nhận việc cáo buộc bị làm giả.

## Những người liên quan
Những người bị buộc tội trong vụ án gồm:
- Nguyên soái Liên Xô Mikhail Tukhachevsky - nguyên là Phó Ủy viên thứ nhất Bộ Dân ủy Quốc phòng Liên Xô, bị bắt khi đang là Tư lệnh Quân khu Volga.
- Các tướng lĩnh Tư lệnh Tập đoàn quân bậc 1:

- Iona Yakir - Tư lệnh Quân khu Kiev.
- Ieronim Uborevich - Tư lệnh Quân khu Belarus.

- Các tướng lĩnh Tư lệnh Tập đoàn quân bậc 2:

- August Kork - Hiệu trưởng Học viện Quân sự Frunze.

- Các tướng lĩnh Quân đoàn trưởng:

- Roberts Eidemanis - Chủ tịch Hội đồng Trung ương Tổ chức Phòng thủ Hàng không và Hóa học (Osoaviakhim).
- Vitovt Putna - Tùy viên quân sự tại Đại sứ quán Liên Xô ở Anh.
- Boris Feldman - Chủ nhiệm Tổng cục chỉ huy và tham mưu Hồng quân.
- Vitaly Primakov - Phó Tư lệnh Quân khu Leningrad.

- Yan Gamarnik, Chính ủy Tập đoàn quân bậc 1, Phó Ủy viên Bộ Dân ủy Quốc phòng Liên Xô và Chủ nhiệm Tổng cục Chính trị Hồng quân, cũng bị tuyên bố là một trong những người tham gia âm mưu này nhưng đã tự sát vào ngày 31 tháng 5.

## Bản truy tố
Trong bản cáo trạng ngày 9 tháng 6 năm 1937 đối với nhóm các tướng lĩnh cao cấp Liên Xô, bao gồm cả Nguyên soái Mikhail Tukhachevsky, đã khẳng định rằng họ là thành viên của cái gọi là "tổ chức quân sự Trotsky chống Liên Xô". Theo cáo buộc, tổ chức này có liên hệ với Lev Trotsky, và con trai là Lev Sedov, cũng như với các nhân vật khác đã bị kết án trong các vụ án tương tự (ví dụ, Georgy Pyatakov và Leonid Serebryakov). Ngoài ra, trong cáo trạng còn có tên của Nikolai Bukharin và Alexey Rykov, những người cũng đã bị bắt giữ vào thời điểm đó, cũng như Bộ Tổng tham mưu Đức.

### Cáo buộc
Theo tài liệu điều tra, mục tiêu của "tổ chức quân sự Trotsky chống Liên Xô" là chiếm đoạt quyền lực tại Liên Xô bằng bạo lực trong bối cảnh nước này bị đánh bại bởi Đức và Ba Lan. Cáo buộc bao gồm các điểm sau:
- Gián điệp: Chuyển giao thông tin quân sự mật cho đại diện Bộ Tổng tham mưu Đức trong các năm 1932–1935.
- Phá hoại và chuẩn bị cho sự thất bại: Xây dựng một kế hoạch tác chiến chi tiết vào năm 1935 nhằm mục đích làm cho Hồng quân thất bại trên các mặt trận chủ yếu trước cuộc tấn công dự kiến của quân đội Đức và Ba Lan.
- Khủng bố: Chuẩn bị các hành động khủng bố chống lại các thành viên Bộ Chính trị Ban Chấp hành Trung ương Đảng Cộng sản (Bolshevik) và chính phủ Liên Xô.
- Âm mưu và chiếm đoạt quyền lực: Chuẩn bị kế hoạch "chiếm đoạt Điện Kremlin" và bắt giữ lãnh đạo Ban Chấp hành Trung ương Đảng Cộng sản (Bolshevik) và chính phủ Liên Xô.

Một số nhà nghiên cứu như Elena Prudnikova và Alexander Kolpakidi cho rằng các cáo buộc này mâu thuẫn. Theo quan điểm của họ, mục tiêu chính của phiên tòa không phải là để phơi bày âm mưu chiếm đoạt quyền lực mà là để làm mất uy tín những người bị cáo buộc trong mắt đồng nghiệp của họ trong Hồng quân thông qua các cáo buộc gián điệp cho Đức. Đặc biệt, chính Tukhachevsky đã không thừa nhận các cáo buộc về gián điệp.
Một tuần trước phiên tòa, vào ngày 2 tháng 6 năm 1937, một cuộc họp mở rộng - Hội đồng Quân sự Bộ Dân ủy Quốc phòng Liên Xô đã được tổ chức. Cuộc họp có sự tham dự của 116 khách mời, bên cạnh các thành viên Hội đồng Quân sự, nhấn mạnh tầm quan trọng sự kiện này. Joseph Stalin đã phát biểu trước cộng đồng quân sự, tuyên bố:
"Các đồng chí, việc tồn tại một âm mưu chính trị quân sự chống lại chính quyền Xô Viết, bây giờ tôi hy vọng không ai nghi ngờ nữa. Sự thật là, có quá nhiều lời khai của chính các tội phạm và những quan sát từ các đồng chí đang làm việc tại hiện trường, một số lượng lớn như vậy, không thể nghi ngờ rằng ở đây có một âm mưu chính trị quân sự chống lại chính quyền Xô Viết, được kích động và tài trợ bởi những kẻ phát xít Đức".

Stalin cũng nhấn mạnh sự tương đồng giữa các cáo buộc chống lại nhóm Tukhachevsky với các sự kiện cuộc nổi loạn quân sự ở Tây Ban Nha mà các cố vấn quân sự Liên Xô đã tham gia một năm trước đó.

### Điều tra sơ bộ và xét xử
Theo các tài liệu chính thức, trong giai đoạn từ năm 1929 đến năm 1934, đã có nhiều báo cáo về sự tồn tại các quan điểm đối lập trong Hồng quân dưới sự lãnh đạo của Mikhail Tukhachevsky. Thông tin này đến từ một số nguồn khác nhau, bao gồm con gái tướng Andrei Zayonchkovsky, điệp viên "Surprise" (Adolf Khairovsky), điệp viên "Ilyinich", và điệp viên "Venera". Tuy nhiên, thông tin về âm mưu được cho là chỉ trở nên rõ ràng với chính phủ sau báo cáo của Artur Artuzov vào tháng 1 năm 1937.
Các chiến dịch của OGPU (Cục Chính trị quốc gia toàn liên bang) như "Trest" và "Syndicate-4" cũng góp phần lan truyền các thông tin sai lệch về việc tồn tại các quan điểm chống Liên Xô trong Hồng quân, bao gồm cả những cựu sĩ quan chính quyền hoàng gia cũ và những quân nhân khác. Những chiến dịch này cho rằng một số lượng lớn quân nhân đang chờ đợi cơ hội để tham gia vào cuộc lật đổ phản cách mạng chống lại chính quyền Liên Xô. Artur Artuzov, nhân viên INO NKVD (Cục Ngoại vụ Bộ Dân ủy Nội vụ Liên Xô), đã nói rằng tên của Tukhachevsky xuất hiện trong nhiều vụ án với vai trò là kẻ âm mưu, và bày tỏ nghi ngờ rằng một âm mưu thực sự chống lại chính quyền Liên Xô trong Hồng quân là có thể xảy ra.
Các bị cáo đầu tiên của vụ án là Vitovt Putna và Vitaly Primakov bị bắt vì liên quan đến một vụ án khác. Trong quá trình xét xử vụ án "Trung tâm hợp nhất Trotsky-Zinoviev chống Liên Xô" vào tháng 8 năm 1936, họ đã được nêu tên là các thành viên của "tổ chức quân sự Trotsky" trong quân đội. Tuy nhiên, đến tháng 5 năm 1937, họ không nêu tên bất kỳ ai mới, và Karl Radek, người trước đó đã đồng ý cung cấp lời khai, tại phiên tòa vào tháng 1 năm 1937 đã phủ nhận sự liên quan của Tukhachevsky với phe đối lập.
Vào ngày 23 tháng 2 năm 1937, Ủy viên Nhân dân Bộ Dân ủy Quốc phòng Liên Xô Kliment Voroshilov đã tuyên bố tại một phiên họp Trung ương Đảng Cộng sản Liên Xô (Bolshevik) rằng có rất ít kẻ thù trong Hồng quân, điều này cho thấy bằng chứng để buộc tội còn chưa đủ. Tuy nhiên, vào tháng 3 năm 1937, sau khi bắt giữ tư lệnh quân đoàn Ilya Garkavy, các cuộc thẩm vấn và nhận tội bắt đầu diễn ra mạnh mẽ. Đồng thời, các thông tin sai lệch từ các nguồn nước ngoài cũng bắt đầu xuất hiện, dường như xác nhận sự liên kết của Tukhachevsky với các cơ quan tình báo nước ngoài.
Phiên tòa xét xử các bị cáo trong vụ án Tukhachevsky diễn ra rất nhanh chóng. Lệnh Bộ Dân ủy Quốc phòng Liên Xô ngày 7 tháng 6 năm 1937 tuyên bố phát hiện ra một "tổ chức quân sự phát xít phản cách mạng" trong Hồng quân. Phiên tòa bắt đầu vào ngày 11 tháng 6 năm 1937, và cùng ngày, tất cả các bị cáo bị tuyên có tội và bị kết án tử hình. Bản án được thi hành chỉ vài giờ sau khi được đưa ra.
Phiên tòa đã gây ra nhiều nghi ngờ do tính chất kín đáo của nó, sự thiếu quyền bào chữa và kháng cáo, cũng như việc bản án dựa hoàn toàn vào lời khai nhận tội, có thể đã bị ép buộc hoặc bị làm giả. Động cơ tội phạm trong bản án cũng không được xác định rõ ràng: nó vừa đề cập đến tham vọng "chủ nghĩa Bonaparte" của Tukhachevsky, vừa liên quan đến nỗ lực phe đối lập Trotsky-Zinoviev-Bukharin để giành quyền lực, và đến âm mưu do các quốc gia nước ngoài tổ chức.
Các nhà nghiên cứu và nhà phê bình vụ án, như Yuri Nikolayevich Zhukov, cho rằng vụ án đã được thổi phồng một cách giả tạo để bao gồm nhiều người không liên quan đến âm mưu. Zhukov cho rằng vụ án đã được sử dụng để thăng tiến sự nghiệp của Nikolai Yezhov và những người xung quanh ông ta, và rằng các phương pháp điều tra dựa trên cách tiếp cận "hình thức-tiểu sử", trong đó các cáo buộc được đưa ra dựa trên sự liên kết, chứ không phải bằng chứng thực tế.
Các nhà báo theo khuynh hướng bảo vệ Stalin, như Elena Prudnikova, ngược lại, cho rằng âm mưu quân sự là có thực và gây ra mối đe dọa đối với chính quyền Xô Viết, điều này biện minh cho các biện pháp nhanh chóng và nghiêm khắc được thực hiện đối với các bị cáo. Họ so sánh điều này với hành động chống lại những người tham gia âm mưu chống lại Hitler năm 1944, khi chế độ phát xít cũng tiến hành điều tra nhanh chóng và trừng phạt nghiêm khắc những kẻ âm mưu.

## Giả thuyết truy tố

### Xung đột Bộ Dân ủy Quốc phòng
Những bị cáo trong vụ án Tukhachevsky đều là các tướng lĩnh cao cấp Liên Xô, những người đã có quan điểm phê phán về hoạt động của Kliment Voroshilov khi ông giữ chức vụ Ủy viên Nhân dân Bộ Dân ủy Quốc phòng. Họ cho rằng, trong bối cảnh Liên Xô đang chuẩn bị cho một cuộc chiến tranh lớn, sự thiếu năng lực của Voroshilov đã gây ảnh hưởng tiêu cực đến việc hiện đại hóa kỹ thuật và cơ cấu  Hồng quân. Sự bất mãn này đã gây ra căng thẳng nhất định giữa họ và ban lãnh đạo.
Những cáo buộc tương tự chống lại nhóm tướng lĩnh do Tukhachevsky dẫn đầu đã được OGPU (Cục Chính trị Quốc gia toàn liên bang) phát triển từ năm 1930. Khi đó, người ta cho rằng những tướng lĩnh này đã lên kế hoạch chiếm đoạt quyền lực và ám sát Stalin. Các cáo buộc này dựa trên lời khai của các giảng viên Học viện Quân sự bị bắt giữ là Nikolai Yevgenyevich Kakurin và Ivan Aleksandrovich Troitsky. Tuy nhiên, Stalin đã không tiếp tục vụ án, và vào tháng 10 cùng năm, một cuộc đối chất giữa Tukhachevsky với Kakurin và Troitsky đã được tổ chức, kết quả là Tukhachevsky được xác định là vô tội.
Do đó, phiên bản bào chữa cho rằng vụ án năm 1937 có thể là sự tiếp nối của những cáo buộc cũ, nhằm loại bỏ những tướng lĩnh bất mãn, có quan điểm không trùng khớp với lập trường ban lãnh đạo. Những hành động như vậy có thể đã được thúc đẩy bởi lợi ích chính trị và mong muốn loại bỏ các đối thủ tiềm năng trong hệ thống quân đội.

### Kế hoạch tung tin giả của Đức
Theo hồi ký của Walter Schellenberg, người đứng đầu bộ phận phản gián Sicherheitsdienst (Cục An ninh) Đức Quốc Xã, vào đầu năm 1937, tướng Bạch Vệ binh Nikolai Skoblin đã giao cho Reinhard Heydrich, người đứng đầu "cảnh sát an ninh", những tài liệu được cho là chứng minh sự tồn tại phe đối lập với Stalin trong số các sĩ quan cao cấp Hồng quân Liên Xô.
Mặc dù lo ngại rằng Skoblin có thể là một điệp viên hai mang, Heydrich đã quyết định nghiên cứu khả năng liên kết giữa các tướng lĩnh Wehrmacht và Hồng quân Liên Xô. Heydrich hiểu rằng những nỗ lực của mình có thể là một phần của trò chơi hai mặt, vì vợ Skoblin, Nadezhda Plevitskaya, có quan hệ với GPU (Cục Chính trị Quốc gia).
Tuy nhiênHitler, nhận ra rằng thông tin này có thể gây ra những hậu quả nghiêm trọng, quyết định không tập trung vào các mối liên hệ giả định giữa Hồng quân Liên Xô và Wehrmacht ở Đức. Thay vào đó, Hitler ra lệnh chuyển các tài liệu này sang Liên Xô, bổ sung thêm các giấy tờ giả để thuyết phục Stalin về sự tồn tại một âm mưu giữa các sĩ quan cao cấp Hồng quân Liên Xô và Wehrmacht. Để tạo tính xác thực, các điệp viên Đức đã dàn dựng các cuộc tấn công ban đêm vào kho lưu trữ Wehrmacht và văn phòng tình báo quân sự.
Các tài liệu do Skoblin trình bày và "bị đánh cắp" từ kho lưu trữ Wehrmacht được cho là sẽ thuyết phục ban lãnh đạo Liên Xô về sự tồn tại "âm mưu phát xít" trong Hồng quân, nhằm lật đổ và thiết lập chế độ thân Đức tại Moskva. Tổng thống Tiệp Khắc, Edvard Beneš, đóng vai trò trung gian trong các cuộc đàm phán và đích thân viết thư cho Stalin. Đáp lại, Liên Xô đề nghị đàm phán thông qua đại sứ quán Liên Xô tại Berlin và thậm chí bày tỏ sẵn sàng trả tiền cho các tài liệu. Heydrich yêu cầu 3 triệu vàng, số tiền đã được trả vào đầu tháng 5 năm 1937, và các tài liệu đã được chuyển đến Liên Xô. Tuy nhiên, theo báo cáo gián điệp Liên Xô Leopold Trepper, những tài liệu này đã bị làm giả.
Fritz Thyssen, một ông trùm thép người Đức, tuyên bố rằng cả hai tướng Tukhachevsky và Werner von Fritsch đều cố gắng lật đổ các chế độ độc tài trong nước của họ, điều này cũng gắn liền với hoạt động của họ. Nhà sử học người Anh John Erickson cho rằng không có bằng chứng đáng tin cậy nào xác nhận các mối liên hệ phản bội của Tukhachevsky với người Đức, mặc dù các tài liệu từ Bộ Ngoại giao Đức cho thấy rằng đã có những liên lạc không chính thức giữa Tukhachevsky và tướng lĩnh Đức.

#### Giả thuyết khác
Vào mùa đông 1936–1937, tướng Skoblin thông báo với Heydrich rằng Tukhachevsky được cho là đang chuẩn bị âm mưu chống lại Stalin. Không có bằng chứng nào, Heydrich, sau khi thảo luận với Himmler và Heinrich Müller, trưởng Gestapo, đã quyết định làm giả tài liệu. Müller đã cung cấp một nhóm những kẻ giả mạo có kinh nghiệm từ trại tập trung, và trong một phòng thí nghiệm được tạo ra đặc biệt, hai tập hồ sơ với các ghi chú và chữ ký giả mạo của Tukhachevsky đã được tạo ra. Chữ ký là thật, nhưng ngày tháng các tài liệu đã được thay đổi thành năm 1935 và 1936. Một tập hồ sơ đã được gửi đến Moskva, và một tập thứ hai, để tăng tính xác thực, đã được gửi cho Tổng thống Tiệp Khắc Edvard Beneš, người đã chuyển nó cho Stalin như một "cử chỉ thiện chí". Để tăng thêm tính thuyết phục, một trong các tập hồ sơ chứa lệnh viết tay giả mạo của Hitler với chỉ thị giám sát các tướng lĩnh Đức, những người có thể tiếp xúc với Tukhachevsky.

### Bằng chứng giả
Việc bắt giữ liên quan đến vụ án Tukhachevsky bắt đầu vào tháng 8 năm 1936, khi Primakov và Putna bị bắt giữ. Các bị cáo còn lại bị bắt vào tháng 5 năm 1937. Yan Gamarnik, một trong những nhân vật liên quan, đã tự sát ngay trước khi bị bắt.
Quá trình điều tra kéo dài chưa đầy một tháng, do điều tra viên Zinovy Markovich Ushakov-Ushimirsky dẫn dắt, người sau đó cũng trở thành nạn nhân cuộc đàn áp và bị xử bắn. Tukhachevsky đã phải chịu các cuộc thẩm vấn căng thẳng, bắt đầu với ba cuộc đối chất vào ngày 25 tháng 5 năm 1937. Sau những cuộc thẩm vấn này, ông đã yêu cầu thêm các cuộc gặp mặt. Tất cả biên bản thẩm vấn đều được gửi trực tiếp cho Stalin, nhấn mạnh tầm quan trọng vụ án ở cấp quốc gia.
Bằng chứng điều tra được nêu là báo cáo dài 143 trang do Tukhachevsky tự tay viết về các kế hoạch quân sự của nhóm mình. Trong tài liệu này, ông đề cập đến "Kế hoạch thất bại" của Uborevich và đưa ra lời khai của chính mình về các hoạt động phá hoại. Tuy nhiên, cả báo cáo này và tài liệu được gọi là "Kế hoạch thất bại" đều không được công bố.
Vụ án được xét xử vào ngày 11 tháng 6 năm 1937 trong một phiên tòa kín, không có luật sư bào chữa và không có quyền kháng cáo, phù hợp với quy định do Trung ương Đảng Cộng sản và Hội đồng Dân ủy Liên Xô ban hành vào ngày 1 tháng 12 năm 1934. Bản án được đưa ra bởi Phiên tòa Đặc biệt thuộc Tòa án Tối cao Liên Xô. Thành phần Phiên tòa bao gồm:
- Công tố Tập đoàn quân Vasily Ulrikh (chủ tọa),
- Nguyên soái Vasily Blyukher và Semyon Budyonny,
- Các Tư lệnh quân đội Yakov Alksnis, Boris Shaposhnikov, Ivan Belov, Pavel Dybenko và Nikolai Kashirin,
- Tư lệnh sư đoàn Elisha Goryachev.

Trong số các thành viên phiên tòa, ngoài Ulrikh, Budyonny, Shaposhnikov và Goryachev, năm người còn lại sau đó bị đàn áp và xử bắn vào năm 1938. Theo một số nguồn tin, Goryachev đã tự sát vào năm 1938 vì lo sợ bị bắt.
Bản ghi chép phiên tòa đã được giữ bí mật và sau này mới được giải mật. Theo ghi chú của Semyon Budyonny, tất cả các bị cáo đều nhận tội. Trong phần phát biểu, ban đầu Tukhachevsky cố gắng phủ nhận lời khai trong quá trình điều tra ban đầu, nhưng cuối cùng đã nhận tội. Tất cả các bị cáo đều bị kết án tử hình kèm theo tịch thu tài sản và tước bỏ cấp bậc quân sự. Bản án được thi hành ngay sau khi kết thúc phiên tòa vào đêm 12 tháng 6 năm 1937 tại trụ sở Tòa án Quân sự Tối cao Liên Xô. Việc xử bắn do chỉ huy NKVD Vasily Blokhin chỉ huy.

## Hậu quả
Vụ án Tukhachevsky đánh dấu sự khởi đầu các cuộc đàn áp hàng loạt trong Hồng quân Công Nông (RKKA). Sau phiên tòa, một loạt các vụ bắt giữ và xử bắn đã diễn ra, ảnh hưởng đến một số lượng lớn các chỉ huy quân đội Liên Xô. Tất cả các thành viên "phiên tòa đặc biệt", ngoại trừ Ulrikh, Budyonny và Shaposhnikov, đã trở thành nạn nhân các cuộc đàn áp. Elisha Goryachev không bị đàn áp, nhưng qua đời vào tháng 12 năm 1938. Có một giả thuyết cho rằng ông đã tự sát vì sợ bị bắt.
Vụ án đã gây ra sự chú ý đáng kể ở nước ngoài. Tạp chí Đức "Wehrfront" năm 1937 viết: "Sau phiên tòa [...] Stalin ra lệnh xử bắn tám chỉ huy giỏi nhất của Hồng quân. Đó là kết thúc một thời kỳ ngắn tái tổ chức bộ chỉ huy Hồng quân [...]. Trình độ quân sự đã bị hy sinh cho chính trị và sự an toàn hệ thống Bolshevik".
Phiên tòa xử Tukhachevsky và các bị cáo khác đã được sử dụng làm lý do để trao cho NKVD (Bộ Dân ủy Nội vụ) quyền hạn rộng rãi để phát hiện "âm mưu" trên toàn quốc.

### Phục hồi danh dự
Tất cả các bị cáo trong vụ án Tukhachevsky đã được phục hồi danh dự vào ngày 31 tháng 1 năm 1957, theo quyết định của Tòa án Quân sự Tối cao Liên Xô (Quyết định số 4n-0280/57). Cơ sở cho việc phục hồi danh dự là do không có bằng chứng cấu thành tội phạm. Đã được xác nhận rằng các lời thú nhận của các bị cáo, dựa trên đó bản án đã được đưa ra, đã được thu thập bằng cách sử dụng các biện pháp tra tấn, đánh đập và các "phương pháp điều tra tội phạm khác". Trong quyết định của tòa án, có ghi:
"Tòa án Quân sự Tối cao Liên Xô, sau khi nghiên cứu các tài liệu vụ án và kiểm tra bổ sung, khẳng định rằng vụ án hình sự liên quan đến Tukhachevsky, Kork, Yakir và những người khác với cáo buộc họ tham gia vào các hoạt động chống Liên Xô đã bị làm giả".

Để điều tra các tình tiết vụ án, Trung ương Đảng Cộng sản Liên Xô (CPSU) đã thành lập một ủy ban do Nikolai Shvernik, thành viên Đoàn Chủ tịch Đảng Cộng sản Liên Xô và Chủ tịch Ủy ban Kiểm tra Đảng, đứng đầu. Ủy ban này bao gồm cả Alexander Shelepin và Vladimir Semichastny, những người từng giữ chức vụ Chủ tịch KGB Liên Xô trong các năm hoạt động của ủy ban.
Năm 1964, ủy ban đã trình bày kết luận của mình cho Bí thư thứ nhất Trung ương Đảng Cộng sản Liên Xô Nikita Khrushchev. Trong báo cáo cuối cùng, ủy ban ghi nhận rằng các bị cáo đã bị bắt giữ "vi phạm Hiến pháp Liên Xô, trái với các yêu cầu của luật hình sự và luật tố tụng hình sự, không có sự chấp thuận của công tố viên hoặc phán quyết tòa án, do sự tùy tiện trực tiếp của Stalin và Yezhov. Vụ án không có bằng chứng khách quan nào chứng minh rằng bất kỳ ai trong số các bị cáo đã thực hiện các tội ác chống nhà nước. Các cáo buộc trong các tội danh này là giả dối và dựa trên những lời thú nhận mâu thuẫn từ các bị cáo, bị ép buộc bởi các nhân viên NKVD thông qua các phương pháp điều tra tội phạm".

## Trong nghệ thuật
- Năm 1943, tại Hoa Kỳ đã ra mắt bộ phim "Mission to Moscow" (Nhiệm vụ tại Moscow) - một bộ phim tái hiện lại những ấn tượng về Liên Xô của Đại sứ Mỹ Joseph E. Davies, cuộc gặp gỡ của ông với Stalin, và quan điểm tổng quát của ông về mối quan hệ giữa Liên Xô và Hoa Kỳ. Trong phim, quan điểm cho rằng âm mưu của các tướng lĩnh thực sự tồn tại đã được thể hiện.
- Vụ án Tukhachevsky, ở một mức độ nào đó, đã được đề cập trong các bộ phim truyền hình năm 2004 - "Những đứa trẻ của Arbat" (Дети Арбата), được chuyển thể từ các tác phẩm của Anatoly Rybakov, và "Saga Moscow" (Московская сага), được chuyển thể từ bộ ba tiểu thuyết của Vasily Aksyonov.
- Năm 2010, một bộ phim truyền hình Nga có tựa đề "Tukhachevsky. Âm mưu của Nguyên soái" (Тухачевский. Заговор маршала) đã được sản xuất, trong đó tái hiện phiên bản phổ biến rằng có một âm mưu quân sự chống lại Stalin. Bộ phim miêu tả Tukhachevsky tập hợp xung quanh mình những đồng minh và chỉ huy quân đội, trong số đó có nhiều người nổi bật và có ảnh hưởng, đồng thời nhấn mạnh mâu thuẫn chuyên môn gay gắt giữa ông và Kliment Voroshilov. Bộ phim đã được phát sóng trên các kênh truyền hình trung ương của Nga.